# Leyla (televizijska serija)
Leyla (tur.: Leyla: Hayat… Aşk… Adalet... - „Leyla: Život… ljubav… pravda…”) turska je dramska televizijska serija koju je producirao Ay Yapım, čija je prva epizoda emitirana 11. rujna 2024. To je adaptacija serije „Avenida Brasil” koja se prikazivala i u Hrvatskoj. Glume: Cemre Baysel, Alperen Duymaz, Gonca Vuslateri, Yiğit Kirazcı i Halil İbrahim Ceyhan.

## Radnja
Leylu ostavlja njezina maćeha Nur u rupi nakon što se s njom dugo sukobljavala kao dijete jer nije prihvatila njezin brak s ocem Hilmijem, s ciljem da je prevari. Nakon mnogo godina, Leyla, preuzimajući svoj novi identitet kao Ela, želi osvetiti se Nur, koja je sada udana za Tufa, poznatog bivšeg nogometaša, i živi u luksuznoj vili. Postaje nova kuharica, ali se suočava s nekim izazovima rastrgana između pravde i ljubavi kada se zbliži s Cinom, svojom ljubavi iz djetinjstva, koji sada ima ime Civan.

## Glavni likovi
- Cemre Baysel kao Leyla Yılmaz / Ela Karaca
- Gonca Vuslateri kao Nurgül "Nur" Yıldız
- Alperen Duymaz kao Cino / Civan Yıldız
- Yigit Kirazci kao Mehmet Ali "Mali" Ertaş
- Halil Ibrahim Ceyhan kao Tufan "Tufo" Yıldız
- Dilara Aksüyek kao Serap Çimen
- Meltem Baytok kao Hatice Yıldız

## Pregled serije
U Hrvatskoj serija se prikazuje na kanalu Nova TV, gdje su epizode prepolovljene po minutaži pa ima duplo više epizoda. Na Novinoj streaming platformi Nova Plus, broj epizoda je po turskom rednom broju i cjelovitoj minutaži od 120 minuta.
| Sezona | Sezona | Epizoda | Tursko prikazivanje | Tursko prikazivanje | Hrvatsko prikazivanje | Hrvatsko prikazivanje |
| Sezona | Sezona | Epizoda | Premijera sezone    | Finale sezone       | Premijera sezone      | Finale sezone         |
| ------ | ------ | ------- | ------------------- | ------------------- | --------------------- | --------------------- |
|        | 1.     | 40 52   | 11. rujna 2024.     | 10. kolovoza 2025.  | 10. lipnja 2025.      | –                     |